# L'anno zero
L'anno zero è il secondo singolo di Nek estratto dalla raccolta del 2003 The Best of Nek - L'anno zero e uscito nel 2004.